# أولاد فريحة
أولاد فريحة هي قرية في إقليم سطات ضمن جهة الشاوية ورديغة بالغرب المغربي. كان مجموع عدد سكان الجماعة القروية أولاد فريحة 10.844 نسمة.(تعداد السكان الرسمي 2004) تشتهر بفلاحة الشيبة والرمان والزيتون على التوالي ...